# 퍼텐셜 이론
수학과 수리물리학에서 퍼텐셜 이론이란 주로 조화 함수를 연구하는 학문이다.

## 정의와 설명
"퍼텐셜 이론" 이란 이름이 나오게 된 이유는, 19세기에는 물리학에서 자연계의 근본 힘은 라플라스 방정식을 만족하는 퍼텐셜(전위)로써 기술된다고 여겨졌기 때문이다. 그러므로 퍼텐셜 이론이란 위치 에너지를 기술하는 함수를 연구하는 것이었다. 후에 고전 정전기학이나 뉴턴의 중력이론과 같은 보다 정확한 이론들이 발전되었으나 "퍼텐셜 이론"이라는 명칭만은 그대로 남게 되었다.

## 같이 보기
- 퍼텐셜 유동

## 참고 문헌
- S. Axler, P. Bourdon, W. Ramey (2001). 《Harmonic Function Theory》 2판. Springer-Verlag. ISBN 0-387-95218-7.
- Kellogg, O. D. (1969). 《Foundations of Potential Theory》. Dover Publications. ISBN 0-486-60144-7.
- Helms, Lester L. (2009). 《Potential theory》 2판. Springer. doi:10.1007/978-1-84882-319-8. ISBN 978-1-84882-318-1.
- Doob, Joseph L. (1984). 《Classical Potential Theory and Its Probabilistic Counterpart》. Springer. ISBN 3-540-41206-9.